# Retrato em miniatura

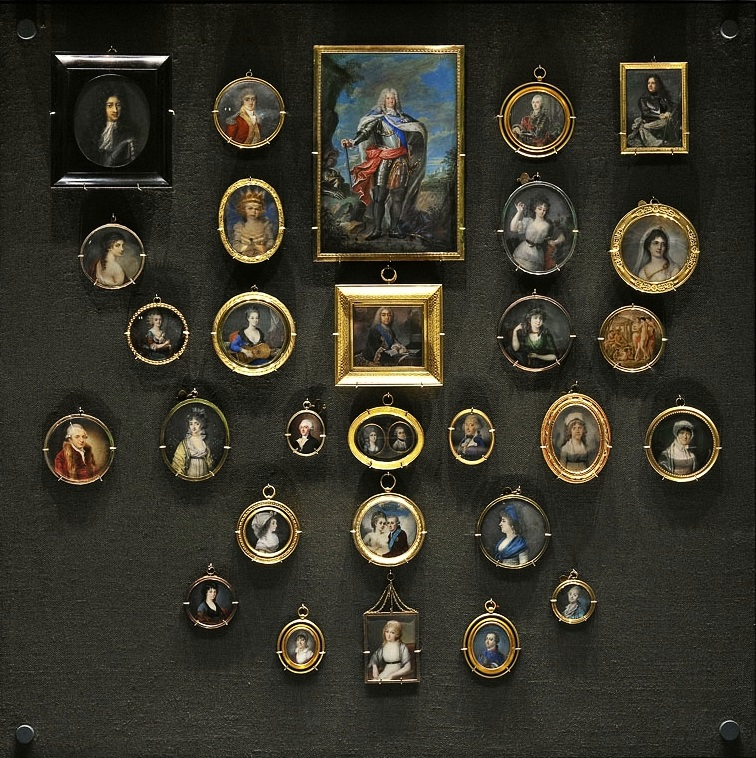
Retratos em miniatura do século XVIII no Museu Nacional de Varsóvia

O Retrato em miniatura é uma forma de arte intimista e detalhada que floresceu entre os séculos XVI e XIX, particularmente na Europa e nas Américas. Originalmente desenvolvido a partir das iluminuras medievais, ele consistia em pequenas representações, geralmente de indivíduos da aristocracia, feitas em superfícies como marfim, cobre e papel, utilizando tintas à base de água, óleo ou esmalte. Esses retratos eram cuidadosamente desenhados e pintados, com atenção meticulosa aos detalhes faciais, expressão e vestuário, capturando com exatidão a aparência e o status social dos retratados.
Essas obras eram usadas de diversas maneiras, desde objetos de devoção até presentes românticos e mementos familiares. Em um período onde a fotografia ainda não existia, os retratos em miniatura eram um meio fundamental de registrar e celebrar entes queridos ou figuras de importância. Eram usados, por exemplo, em medalhões ou camafeus e, muitas vezes, exibidos ou carregados como amuletos próximos ao corpo, o que criava um vínculo emocional entre o objeto e o proprietário.
Entre os artistas renomados nesse gênero estão Hans Holbein, o Jovem, na corte inglesa do século XVI, e, no século XVIII, Jean-Baptiste Augustin na França. Durante o auge da popularidade desse tipo de retrato, a técnica e o estilo dos miniaturistas evoluíram, com muitos artistas trabalhando diretamente para a nobreza e monarquia, produzindo imagens cheias de simbolismo, em que elementos como roupas, penteados e acessórios revelavam detalhes sobre a posição social e as características pessoais dos retratados.
No século XIX, a invenção da fotografia fez com que o retrato em miniatura perdesse relevância. Embora essa arte nunca tenha desaparecido completamente, tornou-se mais rara. Hoje, as miniaturas são estudadas tanto como expressões artísticas quanto documentos históricos, pois permitem um vislumbre do passado e das sensibilidades estéticas e emocionais de uma época. As miniaturas também representam uma habilidade técnica excepcional, uma vez que exigiam um nível de precisão e paciência que poucos artistas alcançavam. A arte das miniaturas, portanto, permanece um testemunho duradouro da habilidade dos artistas de capturar a essência humana em pequenas dimensões.